# High Tension
High Tension is een Amerikaanse filmkomedie uit 1936 onder regie van Allan Dwan.

## Verhaal
De kabellegger Steve Reardon heeft een opvliegend karakter. Hij wil niet trouwen met zijn vriendin Edith McNeil, maar hij wil ook niet dat ze omgaat met andere mannen.

## Rolverdeling
| Acteur            | Personage            |
| ----------------- | -------------------- |
| Brian Donlevy     | Steve Reardon        |
| Glenda Farrell    | Edith McNeil         |
| Norman Foster     | Eddie Mitchell       |
| Helen Wood        | Brenda Burke         |
| Robert McWade     | Willard Stone        |
| Theodore von Eltz | Noble Harrison       |
| Romaine Callender | F. Willoughby Tuttle |
| Joe Sawyer        | Terry Madden         |
| Hattie McDaniel   | Hattie               |
| Murray Alper      | Chuck                |